# Hadi al Abdullah
Hadi al Abdullah (en arabe هادي العبدالله; né le 8 mai 1987) est un journaliste citoyen syrien et un militant qui est devenu important à travers sa couverture du conflit syrien.

## Biographie
Hadi al Abdullah grandit à Al Qusair, dans la région de Homs, dans une famille de classe moyenne inférieure. Il est titulaire d'une licence en soins infirmiers de l'université Tichrine de la ville de Lattaquié. Lorsque la révolution syrienne commence, il prépare sa maîtrise en soins infirmiers d'urgence et interrompt ses études.

## Carrière
En 2011, Hadi al-Abdullah suspend ses études pour rejoindre d'autres militants dans leurs activités civiles : il commence par distribuer du matériel d'aide humanitaire, et soigne les blessés dans les postes de soin.
Plus tard, cependant, il passe à l'activisme médiatique, et décide d'abandonner ses autres activités en raison du temps exigé par le journalisme. Actuellement, Al Abdullah est basé dans le gouvernorat d'Idlib en Syrie et est un correspondant régulier des stations de télévision et un journaliste des médias sociaux. Depuis le début du soulèvement, Abdullah se fait connaître comme militant contre le régime dans sa ville natale de Homs, « puis en tant que journaliste citoyen travaillant dans des conditions difficiles et souvent incroyablement dangereuses sur certains des principaux champs de bataille de la Syrie : Qusayr, Idleb et Alep ».
Il couvre le soulèvement et le conflit à Homs jusqu'en 2012 et retourne à Qusayr lorsque Homs est reprise par le régime (en).
Hadi est le premier à couvrir la participation du Hezbollah libanais dans les combats aux côtés des forces d'Assad, avant que cela ne soit reconnu officiellement. Il couvre les batailles du Qalamun, puis entre dans la clandestinité alors que le Hezbollah serait à sa recherche. En 2014, il atteint le nord de la Syrie, s'installe dans la province d'Idlib, refusant de fuir le pays.
Trad al Zahouri est le premier cameraman d'Hadi al-Abdullah, de 2011 au 21 février 2014, date à laquelle il succombe à ses blessures reçues le 16 février sur le front de Yabroud. Hadi arrête de travailler et selon ses dires « tombe en dépression ». Quelques mois plus tard, il reprend le travail et fait équipe avec Khaled Issa (ou Khaled Eissa), tué en 2016. Hadi al-Abdullah est blessé plusieurs fois en couvrant le conflit, notamment en juin 2016 par une bombe-baril à Alep et dans l'attentat qui tue Khaled Issa.

## Positionnement
Par ses prises de position et son travail, il devient impopulaire à la fois au yeux du régime de Bachar el-Assad, de l’État Islamique et du Front al-Nosra.
Hadi al-Abdullah affirme « Si je suis aux côtés du peuple syrien, est-ce que cela me rend subjectif ? Je l'accepte. Je suis subjectif, mais je suis humain, et j'essaye de faire entendre la voix des opprimés. Pour moi, c'est cela, le journalisme, c'est que je j'ai appris. Nous sommes surpris par le silence du monde face à ces massacres. Je ne l'ai peut-être pas appris à l'université, mais j'ai appris à toujours me tenir du côté des opprimés contre l'oppresseur, et à être la voix de ceux qui sont sans voix. ».

## Arrestation
Le Front al-Nosra l'arrête lors d'une descente à la station de Radio Fresh, radio d'opposition de Kafranbel et l'emprisonne avec son collègue et autre éminent militant syrien, Raed Fares. Selon le centre des médias de Kafranbel, Fares et Abdullah ont été arrêtés après que le personnel présent ait été obligé de piétiner le drapeau de la révolution syrienne d'origine avant de le brûler, en expliquant « Nous ne voulons pas de médias ». Ils ont confisqué les ordinateurs, les caméras et le matériel de diffusion radio avant d'écrire sur les murs « Saisis par Jabhat al-Nosra. Ne pas entrer. ». Les partisans d'Al-Nosra ont affirmé sur les réseaux sociaux qu'Hadi Abdullah et Raed Fares avaient été arrêtés « parce que la station diffusait de la musique et d'autres méchancetés et immoralités » ,.
Ahmad al-Bayoush, directeur exécutif de la station, a confirmé à The Independent avoir reçu des avertissements concernant la lecture de musique. "Ils ont dit que les chansons incitaient au mal et à l'immoralité" et a affirmé que cela était inacceptable pour eux.

## Attentat
Le 17 juin 2016, Hadi al-Abdullah et son ami et caméraman Khaled Issa sont grièvement blessés par l'explosion d'un engin explosif artisanal lors d'une tentative d'assassinat à leur domicile à Alep. Abdullah subit des fractures à la jambe gauche, à la mâchoire et à l'œil, tandis que Khaled Issa est dans le coma, avec des blessures à l'abdomen et à la tête. Ils sont transférés dans un hôpital en Turquie pour y être soignés. Khaled Issa succombe à ses blessures le 24 juin, ,. L'attentat n'est pas revendiqué et Hadi al-Abdullah ne sait pas qui a voulu les assassiner, il évoque « le régime d'Assad, l'État islamique, le PKK, l'Iran et le Hezbollah ».

## Récompense
Le 7 novembre 2016, Hadi al-Abdullah remporte le 25e prix Reporters Sans Frontières-TV5 Monde pour la liberté de la presse. RSF souligne qu'il « n'hésite pas à s'aventurer dans des zones dangereuses - où plus aucun journaliste occidental ne se risque - pour filmer et interroger des acteurs de la société civile », qu'il « a bravé de nombreux dangers pour rendre compte de la réalité syrienne » et qu'il « a frôlé la mort à plusieurs reprises »,.